# Talcha
Talcha (arab. طلخا, Ṭalkhā) – miasto w północnym Egipcie, w muhafazie Ad-Dakahlijja. Leży w Delcie Nilu, nad lewym brzegiem ramienia Damietty, w zespole miejskim Al-Mansury (po przeciwnej stronie rzeki niż Al-Mansura). W 2006 roku liczyło ok. 78 tys. mieszkańców. Jest ośrodkiem rejonu rolniczego (bawełna, ryż). Znajduje się tu zespół elektrowni cieplnych, z których najnowsza ma moc 750 MW.

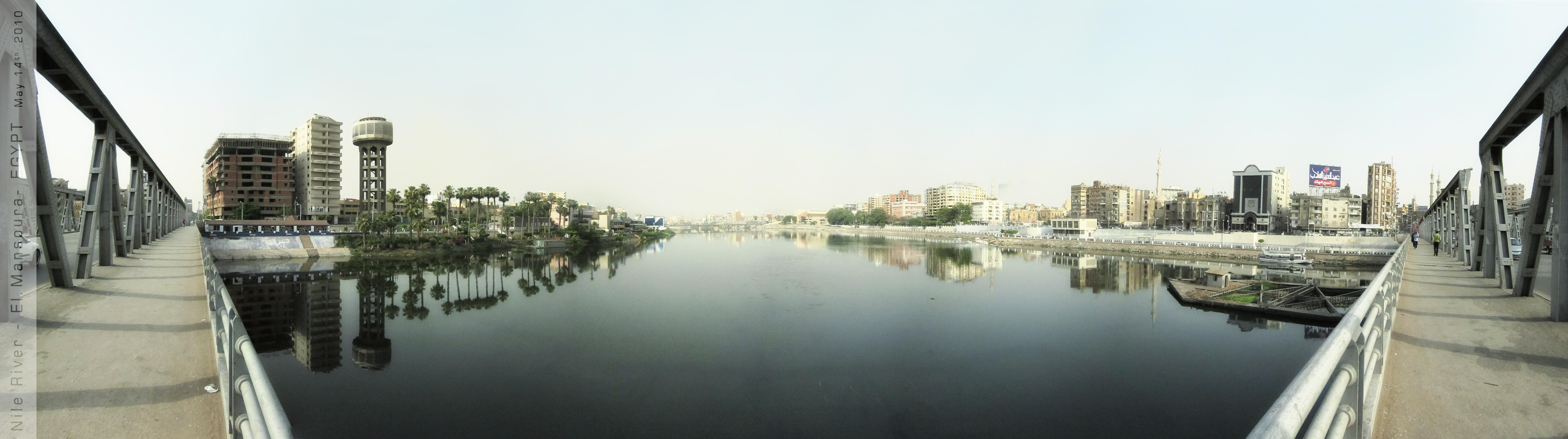
Widok z mostu na Nil, po prawej stronie Talcha, po lewej Al-Mansura